# Теоретический потолок
Теорети́ческий потоло́к (или стати́ческий потоло́к) летательного аппарата — наибольшая высота полета, на которой при максимальной тяге двигателей вертикальная скорость установившегося подъёма равна нулю.
Эта высота в применении к вертолётам носит название потоло́к висе́ния.
На этой высоте у летательного аппарата полностью отсутствует избыток тяги.
В связи с этим возможности совершать установившийся подъём нет, а горизонтальный полёт возможен только на наивыгоднейшей скорости и наивыгоднейшем угле атаки.
В силу острого дефицита избытка тяги любое нарушение режима полёта приводит к значительным потерям высоты, так что практически полёт на теоретическом потолке неосуществим.
Достижение теоретического потолка в установившемся подъёме также практически неосуществимо, так как избыток тяги на близких к теоретическому потолку высотах ничтожно мал и для набора оставшейся высоты требуется слишком длительное время.

## Нахождение теоретического потолка

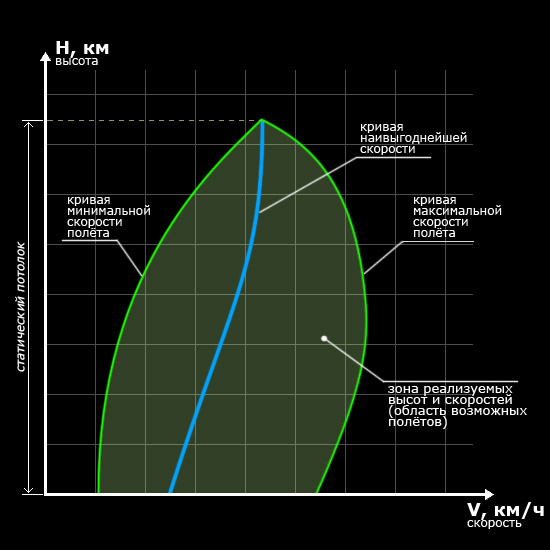
Иллюстрация к нахождению теоретического потолка ЛА

Явление наличия у летательного аппарата теоретического потолка можно проиллюстрировать, используя приведённую здесь схему.
Зона возможных полётов представляет собой область, заключённую между кривыми минимальных и максимальных скоростей конкретного летательного аппарата, а также осью скорости.
На различных режимах полёта летательный аппарат может использовать весь спектр высот и скоростей, лежащих в этой области.
Кривая наивыгоднейшей скорости соответствует максимальному аэродинамическому качеству летательного аппарата и минимально необходимой для полёта на той или иной высоте тяговооруженности.
Кривые минимальной и максимальной скорости, а также кривая наивыгоднейшей скорости сходятся в точке, ордината которой соответствует теоретическому потолку летательного аппарата.
В этой точке максимальная и минимальная возможные скорости равны между собой, следовательно полёт может проходить с единственно возможной скоростью, что исключает разгон самолёта, а значит и возможность дальнейшего набора высоты.